# 夏山温泉
夏山温泉（なっさおんせん）は、和歌山県東牟婁郡太地町（旧国紀伊国）にある温泉。

## 泉質
- 単純硫化水素泉

## 温泉地
熊野灘から彎入した湯川湾の砂浜に佇む一軒宿。湯量は豊富、滑らかな肌触りで、巷では美人の湯として評判がある。マグロ、カツオ、鯛などを初め、豊富な海の幸も売りとしている。

## アクセス
- JR紀勢本線紀伊勝浦駅下車　タクシーで15分。徒歩では30〜50分ほど。